# Alopochen
Az Alopochen a lúdalakúak (Anseriformes) rendjébe, a récefélék (Anatidae) családjába, azon belül a tarkalúdformák (Tadorninae) alcsaládjába tartozó nem. Az ide tartozó fajok összefoglaló neve, nílusi ludak.

## Rendszerezés
A nembe az alábbi 2 faj tartozik
- nílusi lúd (Alopochen aegypticus)
- mauritiusi ásólúd (Alopochen mauritiana) – kihalt